# Virginia Slims of Philadelphia 1974
Il Virginia Slims of Philadelphia 1974 è stato un torneo femminile di tennis giocato sul sintetico indoor. È stata la 3ª edizione del torneo, che fa parte del Virginia Slims Circuit 1974. Si è giocato nella città di Filadelfia, negli USA dal 22 al 28 aprile 1974.

## Campionesse

### Singolare
Ol'ga Morozova ha battuto in finale  Billie Jean King con il punteggio di 7–6, 6–1

### Doppio
Rosemary Casals /  Billie Jean King hanno battuto in finale  Kerry Harris /  Lesley Hunt con il punteggio di 6–3, 7–6